# 5851 Inagawa
5851 Inagawa è un asteroide della fascia principale. Scoperto nel 1991, presenta un'orbita caratterizzata da un semiasse maggiore pari a 2,5967626 UA e da un'eccentricità di 0,1779004, inclinata di 13,32035° rispetto all'eclittica.
L'asteroide è dedicato all'omonima città giapponese nella prefettura di Hyōgo.